# Two:Thirteen
Two:Thirteen (às vezes intitulado como 2wo:Thirteen ou simplesmente 2:13) (O Assassino da Máscara (título em Portugal) ) é um filme de terror e suspense produzido nos Estados Unidos, dirigido por Charles Adelman e com atuações de Mark Thompson, Mark Pellegrino, Teri Polo e Kevin Pollak.